# Municipio de Archer
El municipio de Archer (en inglés: Archer Township) es un municipio ubicado en el condado de Harrison en el estado estadounidense de Ohio. En el año 2010 tenía una población de 311 habitantes y una densidad poblacional de 4,76 personas por km².

## Geografía
El municipio de Archer se encuentra ubicado en las coordenadas 40°19′47″N 81°1′37″O / 40.32972, -81.02694. Según la Oficina del Censo de los Estados Unidos, el municipio tiene una superficie total de 65.31 km², de la cual 65,21 km² corresponden a tierra firme y (0,16 %) 0,11 km² es agua.

## Demografía
Según el censo de 2010, había 311 personas residiendo en el municipio de Archer. La densidad de población era de 4,76 hab./km². De los 311 habitantes, el municipio de Archer estaba compuesto por el 96,78 % blancos, el 1,61 % eran afroamericanos, el 0,64 % eran amerindios, el 0,32 % eran de otras razas y el 0,64 % eran de una mezcla de razas. Del total de la población el 0,32 % eran hispanos o latinos de cualquier raza.